# 郭劝
郭劝（?—?），又名郭褒，字仲褒，宋郓州须城(今东平县)人。
進士出身，授宁化军判官，历官太常博士。以敢直言著稱。仁宗废郭后，议选纳壽州茶商陳氏女，郭劝曾大力谏止。後官殿中侍御史、左谏议大夫、侍读学士等。有子郭源明。

## 延伸阅读
[在维基数据编辑]
 《宋史·卷297》，出自脱脱《宋史》